# Henrietta Łagwiława
Henrietta Łagwiława, ros. Генриетта Омариевна Лагвилава (ur. 3 lipca 1969 w Kutaisi) – białoruska szachistka, arcymistrzyni od 2000 roku.

## Kariera szachowa
Urodziła się w Gruzji. W 1984 r., w wieku 16 lat, zdobyła tytuł mistrzyni Gruzińskiej Socjalistycznej Republiki Radzieckiej, natomiast dwa lata później zdobyła złoty medal w mistrzostwach Związku Radzieckiego juniorek. Po rozpadzie ZSRR należała do ścisłej czołówki białoruskich szachistek, pomiędzy 1994 a 2004 r. sześciokrotnie (w tym 2 razy na I szachownicy) reprezentując narodowe barwy na szachowych olimpiadach, a w 2001 r. – na drużynowych mistrzostwach Europy. W latach 2001 i 2004 zdobyła brązowe, a w 2002 r. – srebrny medal indywidualnych mistrzostw Białorusi.
W 1998 r. podzieliła II m. (za Jewgieniją Owod, wspólnie z Tatjaną Miełamied) w kołowym turnieju w Sankt Petersburgu. W latach 2000 (w Nowym Delhi) i 2001 (w Moskwie) dwukrotnie zakwalifikowała się do pucharowych turniejów o mistrzostwo świata, w obu przypadkach przegrywając swoje pojedynki w I rundach (odpowiednio z Almirą Skripczenko i Inną Haponenko). W 2001 r. podzieliła III m. (za Ildikó Mádl i Nikolettą Lakos, wspólnie z Ellą Pitam i Angelą Borsuk) w Tel Awiwie, natomiast w 2003 r. podzieliła III m. (za Jekatieriną Ubijennych i Ludmiłą Zajcewą, wspólnie z m.in. Anną Uszeniną i Jeleną Zajac) w otwartym turnieju w Petersburgu.
Najwyższy ranking w karierze osiągnęła 1 stycznia 2000 r., z wynikiem 2336 punktów zajmowała wówczas 88. miejsce na światowej liście FIDE, jednocześnie zajmując 1. miejsce wśród białoruskich szachistek.